# Paul-Werner Scheele
Pour les articles homonymes, voir Scheele.
Paul-Werner Scheele (né le 6 avril 1928 à Olpe et mort le 10 mai 2019 à Würzburg) est un évêque allemand, évêque de Würzburg de 1979 à 2003.

## Biographie
Paul-Werner Scheele est le fils d'un employé du commerce et d'une femme au foyer de Sauerland. Ils ont six enfants dont deux qui meurent en bas âge. Il va à l'école à Olpe puis à Attendorn. Durant la Seconde Guerre mondiale, il est enrôlé dans la Luftwaffe. Il obtient son abitur en 1946.
De 1947 à 1951, il étudie la philosophie et la théologie catholique dans les universités de Paderborn et de Munich. Le 29 mars 1952, il est ordonné prêtre par l'archevêque de Paderborn, Lorenz Jaeger. Il est ensuite pendant dix ans curé et professeur de religion à Paderborn.
Après de nouvelles études de 1962 à 1964 à l'université de Würzburg, il a son doctorat avec une thèse sur Johann Adam Möhler. Il obtient une chaire de théologie à l'université de la Ruhr à Bochum en 1966 puis à Würzburg en 1970. De 1971 à 1979, il est prévôt et professeur de la faculté de théologie (de) à Paderborn.
Le 31 janvier 1975, il est nommé évêque titulaire de Druas (de) et évêque auxilaire de Paderborn. Il reçoit son ordination de l'archevêque de Paderborn, Johannes Joachim Degenhardt. Paul Nordhues (de) et Friedrich Maria Rintelen (de) sont les co-consécrateurs.
Le pape Jean-Paul II nomme Paul-Werner Scheele évêque de Würzburg le 31 août 1979. Il est installé par l'archevêque de Bamberg, Elmar Maria Kredel. Durant son épiscopat, la cathédrale Saint-Kilian de Würzburg est rénovée.
Le 14 juillet 2003, le pape Jean-Paul II accepte sa démission en raison de son âge. Il était aussi membre du Conseil œcuménique des Églises ; même après sa retraite, il demeure membre du Conseil pontifical pour la promotion de l'unité des chrétiens.
Il reçoit l'ordre bavarois du Mérite en 1982 et la croix d'officier de l'ordre du Mérite de la République fédérale d'Allemagne en 1996.

## Œuvres
- (de) Opfer des Wortes. Schöningh 1960 (ASIN B0000BN8GO).
- (de) Vater, die Stunde ist da. Herder, Freiburg 1964 (ASIN B0000BN8GP).
- (de) Christuszeugnis der Kirche. Fredebeul et Koenen 1970 (ASIN B0000BQDLJ).
- (de) Geistesgegenwart. Die Botschaft des seligen Liborius Wagner, Würzburg, Echter Verlag, 1982  (ISBN 3-429-00802-6).
- (de) Halleluja - Amen. Gebete Israels aus drei Jahrtausenden. Bonifatius-Druckerei, Paderborn 1982  (ISBN 3-87088-112-7).
- (de) Diese Frau hat alles gegeben. Echter, Würzburg 1983  (ISBN 3-429-00828-X).
- (de) Die Herrlichkeit des Herrn - Die Lambacher Fresken aus der Zeit des hl. Adalbero. Echter, Würzburg 1990  (ISBN 3-429-01316-X).
- (de) Halleluja Amen. Bonifatius Druckerei, Paderborn 1999  (ISBN 3-87088-808-3).
- (de) Für die Einheit in Christus, Munich, Verlag Neue Stadt, 2001  (ISBN 3-87996-342-8).
- (de) Erinnerung an die Entstehung des Oratoriums "Der Schrein der Märtyrer" von Bertold Hummel Würzburg, Würzburger Geschichtsblätter, Burger 2004  (ISSN 0342-3093).
- en collaboration avec :
  - (de) Heinrich Gerhard Bücker, Skizzen des Kommenden. Steyler Verlag, St. Augustin 1977  (ISBN 3-87778-708-8).
  - (de) Heinrich Döring et Maria Jepsen, Ist die Ökumene am Ende?, Regensburg, F. Pustet, 1994  (ISBN 3-7917-1407-4).
  - (de) Toni Schneiders, Tilman Riemenschneider, Zeuge der Seligkeiten, Würzburg, Echter Verlag, 1992  (ISBN 3-429-00732-1).